# Gilbert Bozon
Gilbert Bozon (19. marts 1935 i Troyes – 21. juli 2007) var en fransk svømmer som deltog i Sommer-OL 1952 i Helsinki.
Bozon vandt en olympisk sølvmedalje i svømning under OL 1952 i Helsinki. Han kom på andenpladsen på 100 meter rygcrawl efter Yoshinobu Oyakawa fra USA.

## OL-medaljer
- 1952  Helsinki -  Sølv i svømning, 100 meter ryg, mænd  Frankrig